# Сафронов, Тимофей Васильевич
Тимофе́й Васи́льевич Сафро́нов (1893-?) — советский судостроитель, директор нескольких судостроительных и судоремонтных заводов.

## Биография
Родился 19 января (1 февраля по новому стилю) 1893 года в деревне Силиваниха Рязанской губернии в семье ткачей. Окончил пять классов приходской школы, после чего устроился на работу на бумагопрядильную фабрику. Во время Первой мировой войны служил на Балтийском флоте.
В 1920 году был, в составе группы моряков-коммунистов, направлен на работу в Черноморское морское пароходство. В 1923 году поступил и в декабре 1929 года окончил Одесский политехнический институт, получив диплом инженера-кораблестроителя.
В 1929—1931 годах Сафронов работал на Одесском судоремонтно-судостроительном заводе Наркомата водного транспорта, где за два года прошёл путь от рядового инженера до заместителя директора. Затем работал в Ленинграде начальником 2-го государственного союзного проектного института (ГСПИ-2).
Одним из предприятий, в создании которого участвовал Т. В. Сафронов, был завод № 402 (ныне Северное машиностроительное предприятие).
В апреле 1939 года приказом наркома судостроительной промышленности СССР Т. В. Сафронов был назначен директором строящегося судостроительного завода № 263 в Советской Гавани (впоследствии — Северный судоремонтный завод). Возглавлял предприятие до 1943 года.
11 июля 1943 года Сафронова назначили директором Архангельской судостроительной верфи Главсевморпути, однако уже в октябре следующего года его отозвали в Ленинград, где он стал главой ОКСа ЦКБ-52.
В 1946 году Т. В. Сафронов, в составе ряда правительственных комиссий, вновь участвовал в выборе площадок для строительства новых заводов, в частности 18 сентября 1946 года его назначили председателем комиссии по выбору площадки для строительства судоремонтного завода в районе побережья Белого моря. Обследовав окрестности Архангельска и Молотовска, комиссия выбрала в качестве площадки для строительства завода остров Ягры. Первым директором строящегося на Яграх судоремонтного завода № 893 (ныне Центр судоремонта «Звёздочка») стал Сафронов. В 1947—1951 годах под его руководством велись подготовительные работы — строились подсобные предприятия и сооружения, подъездные пути, жильё для строителей, был восстановлен построенный в 1938 году деревянный мост. В 1951 году было начато строительство основных промышленных объектов первой очереди — цеха № 12, набережной, мостового перехода. В 1953 году были заложены фундаменты первых каменных жилых домов для работников завода. 30 сентября 1954 года госкомиссией был принят блок цехов № 12 — это дата считается официальной датой рождения ЦС «Звёздочка». В 1955 году были введены в строй котельная и железобетонный мост.
В 1956 году, когда завод был окончательно достроен, Т. В. Сафронов ушёл на пенсию. Его преемником на посту директора завода стал Г. Л. Просянкин. Точная дата смерти Т. В. Сафронова неизвестна.
Т. В. Сафронов участвовал в общественной жизни городов, в которых жил и работал. В 1955 году был избран депутатом Молотовского городского совета.